# Trioniquins
Els trioniquins (Trionychinae) és una subfamília de tortugues de la família Trionychidae.

## Classificació

### Gèneres
- Amyda
- Apalone
- Chitra
- Dogania
- Nilssonia
- Palea
- Pelochelys
- Pelodiscus
- Rafetus
- Trionyx